# Temnaspis bonneuili
Temnaspis bonneuili is een keversoort uit de familie halstandhaantjes (Megalopodidae). De wetenschappelijke naam van de soort werd in 1947 gepubliceerd door Maurice Pic.